# 瑞典殖民地

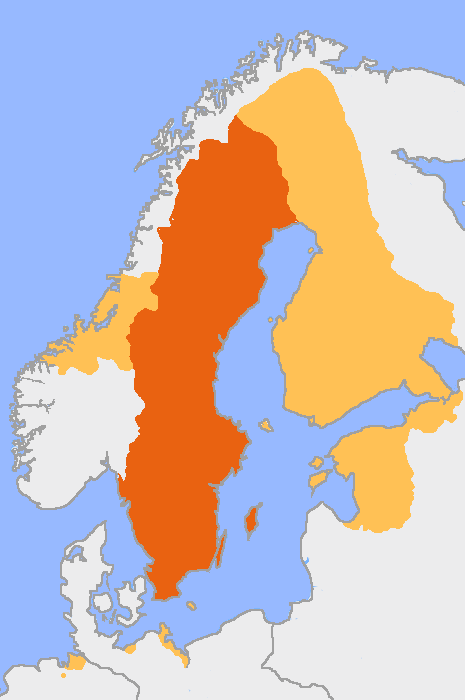
1658年的瑞典版圖

瑞典殖民地建立於1638至1663年，以及1785至1878年。

## 列表
前瑞典的非洲殖民地
- 瑞属黄金海岸（英语：Swedish Gold Coast）（1650–1663年；割让予丹麦和荷兰），包括海岸角（1649–1663年）：
阿波罗尼亚堡（英语：Fort Apollonia），今贝因（英语：Beyin）：1655-1657年。
克里斯蒂安堡/菲特烈堡（英语：Fort Frederiksborg），首府，今奥苏：1652-1658年。
巴腾斯坦堡（英语：Fort Batenstein），今布特雷（英语：Butre, Ghana）：1649-1656年。
维岑堡（英语：Fort Witsen），今塔科拉迪：1653-1658年。
卡尔堡：1650年4月-1658年1月/2月，1660年12月10日-1663年4月22日

前瑞典的美洲殖民地
- 瓜德罗普（1813–1814年，归还给法国）
- 圣巴泰勒米（1784–1878年，售卖给法国）
- 新瑞典（1638–1655年，割让予荷兰）
- 多巴哥（1733年，为原住民夺取）

## 美洲領地

### 新瑞典

1650年的新瑞典地圖

17世紀中葉，瑞典帝國（1611-1718年）的版圖到達巔峰。瑞典打算透過在美洲的農業生產（烟草）及皮草貿易以排除英、法、荷三國，並擴大自己的影響力。而這個特權只屬於瑞典、丹麥及德意志的股東，新瑞典漸漸建立。一次，他們登岸後，建立起新瑞典的第一個根據地——克莉絲蒂娜堡壘（今美國特拉华州威明頓）。這個堡壘是根據當時瑞典女王克莉絲蒂娜而命名的。以後，很多移居者不斷的來到新瑞典，當中大部分為芬蘭人，因為在1809年前，芬蘭有三分之一的東部疆土受到瑞典的控制。
其後，瑞典開始對荷屬西印度公司的新尼德蘭進行入侵。其第一任總督彼得·米努易特在一次返回斯德哥爾摩的航程中，於加勒比海的聖克利斯托法島遇上風暴，最後罹難。自此，新瑞典的勢力開始影響新尼德蘭。1643年，瑞典在今新澤西州塞勒姆北部建立起新艾爾夫斯堡堡壘根據地。
1654年，新瑞典率軍入侵新尼德蘭的卡斯米爾堡壘，荷屬美洲新尼德蘭省總督彼得·史蒂文森立時揮軍直指特拉華河，最後令新瑞典軍投降。新瑞典的勢力開始出現退潮。

### 安的列斯統治
在19世紀初的拿破崙戰爭中，瑞典成為了法國的敵人。因此，原法國屬土瓜德罗普戰後被割讓予瑞典國王卡爾十四世。值得注意的是，這片土地成為了國王個人的土地，而非瑞典的國土。
但是，翌年後，《巴黎和約》卻把這片土地還予法國。瑞典迫於無奈下，只好向英國的殖民地發動進攻，以求換取與其他瑞典殖民地連成一線的希望。而同時，因著該地戰略上的重要性，瑞典也只好賭一把，不然就會被外國排除。後來，英瑞兩國達成協議，給予瑞典2,400萬法郎作賠償，這就是著名的「瓜德羅普基金」。後來，瑞典更索求300,000帝國塔勒(當時瑞典的流通貨幣)，而這筆賠款最後到1983年才交付完成。

## 非洲領地

### 瑞屬黃金海岸
1650年4月22日，瑞典暫時地控制了黃金海岸。但最終在1663年4月20日因卡爾斯堡堡壘及首府基士揚堡堡壘被丹麥奪去而喪失了這殖民地。

### 海岸角
在1652年，瑞典奪取了原本由荷蘭及葡萄牙控制的海岸角（位於今迦納）。而海岸角更集中在1653年建成的卡羅洛斯堡堡壘，並由瑞典國王查理十世所命名。直至今天，這個堡壘的名字已經被改成海岸角堡壘。

### 瑞典的大西洋奴隸貿易
正當瑞典佔領瑞屬黃金海岸時，他們開始了小型的奴隸貿易直至被荷蘭人佔領。直至瑞典國王古斯塔夫三世在1785年建立了聖巴泰勒米殖民地後，奴隸貿易再蓬勃起來。1786年，瑞屬西印度公司在這個島上建立。